# 梅尼勒 (马耶讷省)
梅尼勒（法語：Ménil，法語發音：[menil]）是法国马耶讷省的一个市镇，位于该省南部，属于贡捷堡区。

## 地理
梅尼勒（47°46'31"N, 0°40'35"W）面积28.7 平方千米，位于法国卢瓦尔河地区大区马耶讷省，该省份为法国西北部内陆省份，北起芒什省和奧恩省，西接伊勒-维莱讷省，南至曼恩-卢瓦尔省，东临萨尔特省。
与梅尼勒接壤的市镇（或旧市镇、城区）包括：拉雅耶伊翁、舍马泽、库德赖、达翁、马耶讷河畔贡捷堡、蓝色安茹地区瑟格雷、莱欧当茹。

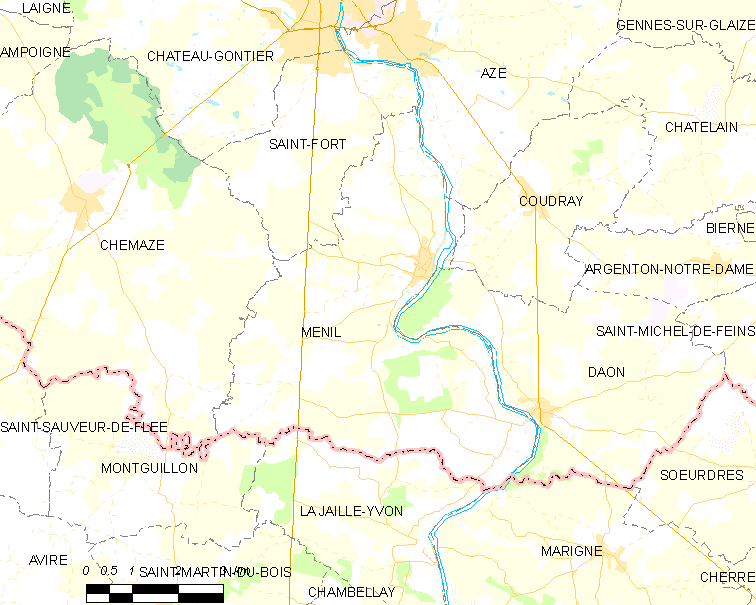
的OSM定位图

梅尼勒的时区为UTC+01:00、UTC+02:00（夏令时）。

## 行政
梅尼勒的邮政编码为53200，INSEE市镇编码为53150。

## 政治
梅尼勒所属的省级选区为马耶讷河畔贡捷堡第一县。

## 人口

1962-2008年间人口变化图示

梅尼勒于2022年1月1日时的人口数量为907人。